# Jane Lewis
Jane Lewis (* 1950) ist eine britische Soziologin. Sie ist Professorin für Sozialpolitik an der London School of Economics.
Ihre Arbeitsschwerpunkte umfassen unter anderem Geschlechter- und Wohlfahrtsregime, Familienpolitik, die Geschichte der sozialen Sicherung. Sie prägte zusammen mit Ilona Ostner entscheidend die auf Gøsta Esping-Andersen aufbauende genderbezogene Analyse der Wohlfahrtsregime. Damit ist gemeint, dass vor allem Caring-Regime untersucht werden sollten. Wie wird in einem Wohlfahrtsstaat Pflege von Angehörigen, Kinderbetreuung, Gesundheitsvorsorge und ehrenamtliche bzw. freiwillige Arbeit organisiert und staatlich unterstützt? Wie sind darin vergeschlechtliche Strukturen oder Prozesse eingelagert, die dazu führen, dass mehrheitlich Frauen Care-Tätigkeiten ausführen. Laut Lewis sollte eine zentrale Frage der (feministischen) Wohlfahrtsstaatsforschung sein, wie Care-Arbeit gleichberechtigt zwischen den Geschlechtern, Klassen und Ethnien zu verteilen ist.
2004 wurde sie zum Mitglied (Fellow) der British Academy gewählt.

## Veröffentlichte Bücher
- Women's welfare: women's rights. Verlag Croom Helm, 1983, ISBN 0-7099-1610-8.
- Women in England, 1870–1950: Sexual Divisions and Social Change. Wheatsheaf Books, 1984, ISBN 0-253-36608-9.
- Labour and Love: Women's Experience of Home and Family, 1850–1940. Verlag B. Blackwell, 1986, ISBN 0-631-13957-5.
- Before the Vote was Won: Arguments for and Against Women's Suffrage. Routledge, 1987, ISBN 0-7102-1101-5.
- mit Barbara Meredith: Daughters who Care: Daughters Caring for Mothers at Home. Routledge, 1988, ISBN 0-415-00681-3.
- Women and social action in Victorian and Edwardian England. Stanford University Press, 1991, ISBN 0-8047-1905-5.
- Women and Social Policies in Europe: Work, Family and the State. Verlag E. Elgar, 1993, ISBN 1-85278-563-2.
- mit Ilona Ostner: Gender and the Evolution of European Social Policies. ZeS, 1994.
- The Voluntary Sector, the State, and Social Work in Britain: The Charity Organisation Society/Family Welfare Association Since 1869. Verlag E. Elgar, 1995, ISBN 1-85898-188-3.
- Lone mothers in European welfare regimes: shifting policy logics. Jessica Kingsley Publishers, 1997, ISBN 1-85302-461-9.
- Gender and Welfare Regimes: Further Thoughts. In: Social Politics. 1997, S. 160–177.
- mit Kathleen Kiernan und Hilary Land: Lone motherhood in twentieth-century Britain: from footnote to front page. Oxford University Press, 1998, ISBN 0-19-829070-5.
- mit Jane Ritchie: Qualitative research practice: a guide for social science students and researchers. SAGE, 2003, ISBN 0-7619-7110-6.
- mit Barbara Hobson und Birte Siim: Contested Concepts in Gender and Social Politics. E. Elgar Publishing, 2004, ISBN 1-84376-844-5.
- mit Rebecca Surender: Welfare state change: towards a Third Way? Oxford University Press, 2004, ISBN 0-19-926673-5.
- Children, changing families and welfare states. Edward Elgar Publishing, 2006, ISBN 1-84542-523-5.